# ViaSat
Viasat es una empresa de telecomunicaciones con sede en Carlsbad, California, que proporciona equipos y servicios para comunicaciones militares y comerciales estadounidenses, principalmente en tecnologías relacionadas con los satélites.
ViaSat se ubicó en el puesto 135 en la lista de 200 Mejores Compañías Pequeñas por Forbes en octubre de 2010 y se ubicó en el 31 por Space News en su lista de las 50 Mejores Compañías espaciales, con 414 millones de dólares de ingresos de negocio espacial en 2008.

## DOCSIS over satellite
DOCSIS sobre satélite (DOCSIS over satellite) es básicamente el estándar de cablemódem DOCSIS adaptado a las plataformas satélite, para aquellos lugares, sobre todo rurales, donde no llega el cable, pero si tienen cobertura satélite:
Para trabajar en enlaces satélite, se ha modificado DOCSIS para soportar, además de QAM, esquemas de modulación como QPSK. DOCSIS over Satellite (abreviadamente DOCSIS-oS o DOCSOS) permite a los operadores de banda ancha satelital utilizar tecnologías actualmente en uso en las redes de cablemódems, así como software estándar (disponible en estantes, salido del estante u off-the-shelf) de oficina de respaldo (back office) y de gestión de red (network management), lo que proporciona economías de escala. DOCSIS también proporciona controles de calidad del servicio (QoS) que permiten el despliegue de servicios por niveles, servicios de valor añadido como VoIP, características de seguridad y otras configuraciones para redes de banda ancha.
Intelsat y Telesat, entre otros, apoyan este estándar, así como los fabricante de VSAT, como Viasat. La plataforma Surfbeam de Viasat está basada en DOCSIS 1.1, mientras que las adiciones primarias en DOCSIS 2.0 son formas de onda del canal de retorno CDMA (Code Division Multiple Access).
WildBlue utiliza equipos DOCSIS para su servicio de banda ancha Ka-band en el satélite  Telesat Anik F2. Tiene una velocidad de bajada (downstream) de hasta 1.5 Mbps. No obstante, WildBlue no es el único servicio basado en DOCSIS. Intelsat, Pegaso en Hispanoamérica y Eutelsat están entre los operadore que han adoptado DOCSIS. Viasat dice que tiene acuerdos para proporcionar la plataforma DOCSIS Surfbeam a más de diez diferentes proveedores de servicio por satéliteDOCSIS. Su foco consiste en ofrecer acceso por banda ancha vía satélite a los usuarios, SOHO y clientes SME.